# 卡爾·洛貝爾圖斯
約翰·卡爾·洛貝爾圖斯（Johann Karl Rodbertus，1805年8月12日—1875年12月6日），也被稱呼為卡爾·洛貝爾圖斯—亞格措夫，他是德國經濟學家和社會主義者，出生於德國格賴夫斯瓦爾德。他推崇勞動價值理論，並從中得出利息和利潤的分配形同對勞動階級的偷竊等結論。
洛貝爾圖斯被後人稱爲“洛貝爾圖斯—亞格措夫”，得名於他在1834年在波美拉尼亞地區亞格措夫購買的一個莊園，從那以后他成爲地主階級，政治思想也漸漸右傾。洛貝爾圖斯家族來自接近丹麥的石勒蘇益格公國，遠祖彼得魯斯·洛貝爾圖斯是一位在德國北部博倫公國供職的牧師。他父親約翰·克里斯多弗·洛貝爾圖斯是一位羅馬法法學教授及司法官，外祖父是重農主義經濟學家約翰·奧古斯特·施勒特魏因。洛貝爾圖斯3歲的時候他父親便退職，並遷居至梅克倫堡別捷利茨莊園。洛貝爾圖斯在梅克倫堡完成中學課程，以後分別在1823年至1825年和1825年至1826年，先後在哥廷根和柏林學習法學。1830年之後，他到了海德堡攻讀哲學，他更在這段時間廣泛遊歷了荷蘭、法國和瑞士。直至1836年，他定居於兩年前購置的亞格措夫莊園，成爲容克階級的一員。

## 仕途
洛貝爾圖斯定居亞格措夫以後，在政界非常活躍，初期甚至可說是步步高陞，不過他的政治生涯在1848年革命之後變得黯淡。
- 1841年當選為州議員。
- 1847年起擔任省自治會騎士階層代表。稍后又任普魯士政府的第二屆地方自治聯合會委員。
- 1848年參加魯道夫·馮·奧爾斯瓦爾德内阁，擔任文教大臣僅14天。大衛·漢澤曼任財政大臣，實際上是内閣的掌權人。

1848年革命后，洛貝爾圖斯入選普魯士國民議會，屬於中間偏左派系。曾經擔任“波羅的海地區工人階級福利同盟”主席。
1848年之後，洛貝爾圖斯淡出政壇，專注於社會主義理論研究。他繼續從事經濟學論著的寫作，他的思想深深地影響了阿道夫·瓦格納和俄國的米哈伊爾·杜岡—巴拉諾夫斯基。前者是俾斯麥就任普魯士和德意志帝國首相時期最有影響力的經濟學家之一，後者短暫擔任烏克蘭人民共和國的財政部長，可見洛貝爾圖斯的經濟政策對政府政策也產生影響。

## 洛氏的經濟學研究
洛貝爾圖斯為勞動價值理論立下三個命題：
- 一、只有勞動創造的物品才是經濟物品。其他物品（如陽光）只要不是由勞動創造，它們就該是自然物品，經濟學的目標不應該研究這些自然物品。
- 二、經濟物品主要是勞動的產品。例如穀物的價值在洛貝爾圖斯看來，沒有一部分是得力於土壤和陽光的貢獻。
- 三、經濟物品的成分由勞動產品所構成，以及勞動能創造工具輔助生產。例如穀物的價值不獨是犁工的功勞，還應該計算犁具制造者的勞動在内。

洛貝爾圖斯打破德國歷史學派對經濟學領域的壟斷，他首先在德國公開倡議李嘉圖的勞動價值理論。他強調價值的意義只有使用價值。
奧地利經濟學家歐根·博姆-巴維克評價洛貝爾圖斯陳述的剝削理論，他認爲不論從連貫性或是深度來説要優於馬克思。不過歐根·博姆-巴維克本人並不相信任何社會主義者的經濟理論，他主張資本家是有權得到作爲使用資本的報酬——利息，所以稱之爲“剝削”是荒唐的。
洛貝爾圖斯雖然經歷過1848年革命，但他並不認爲工人展開階級鬥爭是正確的。他支持提高工人的工資，不過他反對犧牲地租和利息的收入而轉移到工資去，他相信工人提高勞動生產率便能增加工資。他直言：“我們這門科學（政治經濟學）最逼切的任務，只是謀求勞動同土地和資本所有權之間的妥協。”洛貝爾圖斯處理利息和地租的態度是充滿矛盾的，他承認勞動創造了“租金”（包括利息和地租），可是他又堅稱資本家和地主都履行社會功能，有權分享勞動成果。他強調階級保持和諧：“應當以一切可能的手段，保持勞動、資本和土地所有權這樣一種社會經濟階級的劃分情況，一切努力都應當只勇於改變勞動產品的分配”
恩格斯認爲洛貝爾圖斯“接近於發現剩餘價值”，但基於他的容克地主階級身份，造成他不能否定地租和利息等收入的合理性。

## 洛氏的政治立場
洛貝爾圖斯的容克地主階級立場決定了他的政治取態，他的左派身份相當曖昧，主要是因爲得自他重視勞動價值理論的經濟學觀點，但他有別於同時代的社會主義者：他反對採用罷工甚至暴動等手段，讓工人階級爭取權益。他認同普魯士君主制，他希望工人階級、資產階級和普魯士君主及其貴族通力合作，保存現有的階級制度，為日耳曼民族主義服務，建立統一的德意志帝國。這可從他在《正常工作日》中的論點看出：
不！社會問題不會在街頭上，靠罷工、築街壘或石油……來解決。社會問題有其獨有的性質；它猶如含羞草，一遇到粗野的強有力的手就愕然退縮。確立持久的社會和平，建立統一的國家政權，工人階級與這個政權保持牢固可靠的聯盟，事先進行大量研究和各項工作，在和平時期，在一系列深入結合的基礎上，雷厲風行、秩序井然地建立各種制度——這些，就是解決社會問題所需的條件……。如果說保守主義就是保持陳腐的舊事物，無論這舊事物叫作自由主義的或非自由主義的，那末，沒有什麽比社會問題再不保守的了。如果說保守主義就是加強君主制國家政權，進行和平的改良工作，使社會各階級在光輝的各得其所的原則保護和指導下相安無事，那末，沒有什麽比社會問題再保守的了。
洛貝爾圖斯相信可以依靠立法解決他所謂的“社會問題”，即改變階級的經濟分配制度，而無需要徹底推翻現存制度。他強調在非衝突的條件下幫助工人階級，讓其和普魯士政府保持團結，是國家社會主義的起源。
像馬克思這些極左的社會主義者看來，洛貝爾圖斯把工人階級的鬥爭看成是一般的社會問題，簡直是不可理喻。1885年恩格斯跟考茨基的通信稱：“一切資產階級分子現在都聚集在洛貝爾圖斯的周圍”，其時洛貝爾圖斯已逝，恩格斯的説話意即洛貝爾圖斯的經濟理論和政治主張給了德國的資產階級指導。

## 洛氏和其他社會主義者的爭執
洛貝爾圖斯沒有提出任何有關工資的理論，但他卻常常談論工資鐵律，甚至跟德國工人運動活動家斐迪南·拉薩爾爭論誰先發現工資鐵律。事實上，工資鐵律與他們兩人毫不相干，最先提出的是英國經濟學家李嘉圖和馬爾薩斯。
他私底下跟友人通信時稱他的理論“被馬克思在其《資本論》中滿不壞地予以利用……，當然，並未説明是摘引我的話。”他認爲馬克思把他“洗劫一空”。他自認早於馬克思發現“剩餘價值”。

## 著作列表
- 《工人階級的要求》（Die Forderungen der arbeitenden Klasse ）（1837年）
- 《關於德國國家經濟狀況的認識——五大原理》（Zur Erkenntniss unserer staatswirtschaftlichen Zustände ）（1842年）
- 《普魯士貨幣危機》（1845年）
- 《皮羅—喀麥羅先生的最新地租》（1847年）
- 《致基爾希曼的社會書信》（Soziale Briefe an von Kirchmann ）（或譯作《致克爾其門的社會書簡》，英文版稱爲《生產過剩與危機》，合共4篇。1850年發表前兩篇，一年后發表第三篇，洛貝爾圖斯逝世后第四篇（名為“資本”）才發表）
- 《論給予地主的信貸》（Die Handelskrisen und die Hypothekennot der Grundbesitzer ）（1858年）
- 《論對當前土地佔有的信貸困難的闡述和救濟辦法》（Zur Erklärung und Abhilfe der heutigen Kreditnot des Grundbesitzes）（或譯作《現代地產信用券的説明及其補救》）（1868年-1869年）
- 《洛貝爾圖斯—亞格措夫博士書簡與社會政治論文集》（Briefe und sozialpolitische Aufsätze von Rodbertus）（1885年）
- 《古代國民經濟學研究》
- 《正常工作日》
- 《農民之聲》
- 《社會問題解説》